# Месершмит Bf 109
Месершмит Bf 109 је немачки ловачки авион кога је конструисао Вили Месершмит почетком тридесетих година 20. века. Био је то први модерни ловачки авион тог доба са потпуно металном монокок структуром, затвореном кабином и увлачећим стајним органима. 

## Настанак и развој
Ознака Bf потиче од иницијала фирме Бајерише Флугцојгверке (  - баварска авионска индустрија), коју је Вили Месершмит откупио 1932. године, након банкрота фирме.
У почетку је осмишљен као пресретач, да би од касније развијених модела постао вишенаменски авион, служећи као пратилац бомбардера, ловац-бомбардер, дневни, ноћни, за све метео услове, јуришник, и као извиђачки авион. Налазио се у активној употреби у неколико држава током Другог светског рата, као и у неколико земаља након рата. Bf 109 је ловачки авион који је произведен у највише примерака у историји, укупно је направљено 33.984 летелица од 1936 до априла 1945.
Месершмит Bf 109 је ушао у борбену употребу за време Шпанског грађанског рата, а налазио се активно у служби и до почетка млазног доба, на самом крају Другог светског рата. За време ратног периода представљао је ударног костоломца ловачке снаге Луфтвафе. Овај војни авион је изнедрио велики број летачких асова, који су по броју остварених ваздушних победа постали прави предатори. На Bf 109 су летели немачки асови који су заузели прва три места по броју остварених победа у Другом светском рату, и за које се заједно тврди да имају 928 победа, већину остварених на Источном фронту. Најуспешнији пилот ловац у историји ваздухопловства, Немац Ерих Хартман, који је током рата летео искључиво на овом типу авиона, постигао је 352 ваздушне победе, док је Герхард Беркхорн постигао 301 победу, а Гунтер Рал 275 победа. 
Осим њих, на овом авиону је Ханс Јоаким Марсеили, постао број један ас у Северноафричкој кампањи остваривши 158 победа. На овом ловачком авиону су летели и бројни немачки савезници, попут Финца Илмари Јутлајна, који држи рекорд са 94 победа међу ненемачким асовима, а иза њега одмах следе пилоти из Италије, Румуније, Хрватске, Бугарске и Мађарске. Прво обарање Bf 109 у ваздушној борби догодило се 8. јула 1937. године изнад Мадрида за време грађанског рата у Шпанији. Тада су југословенски и совјетски пилоти добровољци, Божидар—Бошко Петровић и Јевгениј Птухин, из Шпанских републиканских ваздухопловних снага летећи на Поликарповима И-15 заједно оборили један Месершмит Bf 109 Франкових снага. Први и једини сукоб између две формације Bf 109 догодио се изнад Београда за време немачке и италијанске инвазије на Југославију априла 1941. године, јер су обе супротстављене стране, Луфтвафе и ВВКЈ, имале у свом саставу овај авион.

## Варијанте
Постојале су разне варијанте: A, B, C, D, E, F, G, K. Разлике су махом биле у мотору (перформансама) и наоружању, изглед је остао мање-више исти. Произведено је укупно око 35.000 примерака авиона Bf 109.

### Месершмит
Прва производна верзија је била серија Bf 109B са Јункерсовим мотором Јумо 210. Први ловци Bf 109 B-1 изграђени су у фебруару 1937. и одмах су послати у Шпанију на оперативну проверу против ловаца Поликарпов И-15 и Поликарпов И-16, којима је била наоружана републиканска армија. Месершмит је ускоро показао своју надмоћ над оба типа совјетских авиона. Bf 109 B-1 је ускоро замењен са B-2 варијантом, која је имала металну елису са променљивим кораком . Ове варијанте су имале од наоружања, 2 или 3 митраљеза калибра 7,92 mm, док је брзина била око 460 km/h.
Модел Е је имао мотор од 820 kW (1100 кс). Наоружање два топа MG FF од 20 mm и 2 митраљеза 7,92 mm. Био је солидних летних карактеристика (изузетних за 1940 годину).
Модел F је био најуспелији као авион, али је имао релативно слабо наоружање од 1 топа 15 mm (касније 20 mm) и 2 митраљеза 7,92 mm.
Модел G се највише производио и имао је мотор од 1100 kW (1475 кс). Боље наоружан обично са 1 топом 20 mm и 2 тешка митраљеза 13,1 mm, али нешто слабијих маневарских способности због повећања тежине у односу на модел 109F.
Модел К је имао мотор од 1490 kW (2000 кс) и топ од 30 mm. Најбоље је пењао (1470 m/min) од свих ловачких авиона Другог светског рата и имао је брзину од преко 720 km/h, али је био претежак за своја крила и лоше је маневрисао.

## Карактеристике

### Добре карактеристике
- Најбоље се пењао од свих авиона ловаца на почетку Другог светског рата
- Имао је солидне маневарске способности
- Изузетно убрзање
- Релативно брз авион
- Изузетне стал карактеристике
- Добро је убрзавао при обрушавању
- Солидно наоружање
- Солидне рол карактеристике (ваљање преко крила)

### Лоше карактеристике
- Скучена кабина и слаба прегледност
- Мали радијус дејства, мало горива и времена за дужу ваздушну борбу
- При великим брзинама (преко 450 km/h) велики губитак маневарских способности (компресија)
- Мала количина топовске муниције
- Узак и осетљив стајни трап
- Лоше (катастрофалне) карактеристике при слетању

## Наоружање
- Митраљези - 2x 13 mm MG 131, Топ 1 x 20 mm MG 151/20 или 1 x 30
- Бомбе - 1 x 250 kg, 4 x 50
- Ракете - 2 x WGr 21
- Остало - 300 l допунски резервоар

## Модификације
Током рата вршена су многе промене на овом авиону, али нису доносиле само добре особине. Промене су се првенствено односиле на повећање и побољшање наоружања и уграђивање све јачих мотора, али то је повећавало тежину авиона. Проблем је што површина крила није повећавана него чак у неким случајевима мало и смањена. Повећавао се однос kg/m² крила. То је доводило до лошијих маневарских способности. Повећавао се пречник круга окретања и у борби где се авиони окрећу у круг један за другим губило се на маневру.
Још горе од свега, долазило је до компресије елеватора при обрушавању. Приликом оштрог понирања теже верзије (поготову верзија К) су брзо добијале на брзини, али је то доводило до тога да због великог опструјавања ваздуха око крила елеватори скоро скроз блокирају. Уколико нема довољно висине тако блокирани елеватори не омогућавају да се авион брзо извуче из обрушавања и разбије се о земљу. Дешавало се да понекада и крила пукну због јаких Г-сила. У сваком случају требало је да пилоти имају све јаче руке, није било хидрауличних или електричних система команди на Месершмиту Bf 109.

## Борбена употреба
Најпознатији немачки пилот, ловачки ас Ерих Хартман (352 ваздушне победе, све на Месершмиту Bf 109) летео је само на њему и када су му нудили да пређе на млазни авион Месершмит 262 није хтео ни да чује. Сматрао га је најбољим немачким ловачким авионом и преживео је све ваздушне борбе до краја рата летећи на њему. Познати немачки пилот ас Герхард Баркхорн (301 ваздушна победа, све на Месершмиту Bf 109) каже да је био феноменалан авион и да је пењао као ђаво! Баркхорн је такође дочекао крај Другог светског рата. Трећи најуспешнији немачки пилот ловац био је Гинтер Рал (275 ваздушне победе) који је летео на више типова авиона. Омиљени му је био Месершмит Bf 109. После рата је причао о њему као о изузетној машини. Сви су они током рата летели на разним моделима тог авиона, али су се сви слагали да је по општим карактеристикама најбоља била верзија F. Верзија F се појавила на небу почетком 1942. године.
Немачки пилоти су често знали да користе способност Bf 109 да веома оштро пење у маневарским ловачким борбама. Ниједан савезнички ловачки авион није могао да га прати у оштром пењању. Тактика је била следећа:
Уколико се деси да неком немачком пилоту Bf 109 непријатељски пилот уђе у реп и почне да му се приближава, пилот би свом Bf 109 дао пун гас и укључио све системе за повећање снаге, а затим би пошао у оштро пењање. Ако би непријатељски ловац наставио да га прати он би са својим Bf 109 прешао у спирално оштро пењање. Морао би само да води рачуна да ширина круга спирале не доводи до тога да се нађе пред митраљезима непријатељског ловца који му је за петама. Уколико би непријатељски ловац и даље наставио да прати, нашао би се у опасности. Обично би савезнички пилот тада покушали да оштрије скрену и дођу у ситуацију да нанишане немачки ловац. У том случају брзо би свој авион, који је већ полако почео да губи брзину, столирали и он би почео да пада неконтролисано. Све што треба пилот Bf 109 да уради је да се окрене ка беспомоћном авиону и уништи га. Уколико није покушао да оштрије скрене временом опет губи брзину која пада испод минималне на којој тај савезнички авион лети и пада у неконтролисани стол.

## Употреба у Југославији
Војно ваздухопловство Краљевине Југославије је и свом наоружању имало 73 авиона Месершмит Bf 109E-3, који су носили службену ознаку Ме-109. Сви оперативни ловци овог типа су пре избијања Априлског рата били распоређени у саставу Прве ваздухопловне ловачке бригаде. Шести ловачки пук је на дан избијања непријатељстава у свом саставу имао 37 Месершмита Bf 109 док је Други ловачки пук располагао са 19 авиона овог типа.
У току рата ваздухопловство НДХ је имало један број Месершмита Bf 109G-2, G-6, G-10.
После Другог светског рата Југословенско ратно ваздухопловство је наследило део авиона Месершмит Bf 109G-2, G-6, G-10 од НДХ а један број Месершмита Bf 109G-10 i G-12 је добијен од Бугарске као део ратних репарација.
- Месершмит Bf 109G-10 i G-12, број авиона 76, добијени 1945—1947, у употреби до 1954.

## Земље корисници авиона Месершмит109
Овај авион су током Другог светског рата у свом наоружању имале: Немачка, Бугарска, Финска, Румунија, Краљевина Југославија, Мађарска, Италија, Хрватска (НДХ), Јапан, Шпанија, а после рата Чехословачка, Југославија и Израел.
| - Бугарска - Израел - Италија - Јапан - Краљевина Југославија - Мађарска - Нацистичка Немачка | - Румунија - Финска - Независна Држава Хрватска - Чехословачка - Шпанија - Југославија |

## Галерија
- Изложен авион Bf-109.
- Месершмит Bf-109Е-3 32. ваздухопловне групе Југословенског краљевског ратног ваздухопловства.
- Месершмит Bf-109G-2 у Музеју ваздухопловства у Београду.
- Месершмит Bf-109G-2